# Campeonato Europeo de Patinaje Artístico sobre Hielo de 1937
El XXXV Campeonato Europeo de Patinaje Artístico sobre Hielo se realizó en Praga (Checoslovaquia) en enero de 1937. Fue organizado por la Unión Internacional de Patinaje sobre Hielo (ISU) y la Federación Checoslovaca de Patinaje sobre Hielo.

## Resultados

### Masculino
| Puesto | Nombre        | País        | Puntos |
| ------ | ------------- | ----------- | ------ |
| Oro    | Felix Kaspar  | Austria     |        |
| Plata  | Graham Sharp  | Reino Unido |        |
| Bronce | Elemér Terták | Hungría     |        |

### Femenino
| Puesto | Nombre           | País        | Puntos |
| ------ | ---------------- | ----------- | ------ |
| Oro    | Cecilia Colledge | Reino Unido |        |
| Plata  | Megan Taylor     | Reino Unido |        |
| Bronce | Emmy Putzinger   | Austria     |        |

### Parejas
| Puesto | Nombre                                     | País     | Puntos |
| ------ | ------------------------------------------ | -------- | ------ |
| Oro    | Maxi Herber / Ernst Baier                  | Alemania |        |
| Plata  | Ilse Pausin / Erich Pausin                 | Alemania |        |
| Bronce | Piroska Szekrényessy / Attila Szekrényessy | Hungría  |        |

## Medallero
| Núm. | País        | Oro | Plata | Bronce | Total |
| ---- | ----------- | --- | ----- | ------ | ----- |
| 1    | Reino Unido | 1   | 2     | 0      | 3     |
| 2    | Alemania    | 1   | 1     | 0      | 2     |
| 3    | Austria     | 1   | 0     | 1      | 2     |
| 4    | Hungría     | 0   | 0     | 2      | 2     |
|      | TOTAL       | 3   | 3     | 3      | 9     |